# San Sebastián de los Reyes (Venezuela)
San Sebastián de los Reyes es una ciudad venezolana ubicada en el Edo. Aragua, fundada en 1585 por Sebastián Díaz Alfaro, natural de Sanlúcar de Barrameda, provincia de Cádiz, en España. Aunque tiene el mismo nombre que la ciudad madrileña de San Sebastián de los Reyes, el motivo de su nombre es distinto ya que en el caso de esta ciudad, el nombre se escogió en honor de los Reyes Católicos a comienzos del mismo siglo XVI, mientras que en el caso de la ciudad venezolana, su nombre se debe a que la fecha de su fundación coincidió con el día de los Reyes, el 6 de enero de 1585, también en el siglo XVI.

## Historia

El nombre de la ciudad en la Agencia Bancaria Bicentenario (antiguo Banfoandes) de la plaza Simón Bolívar.

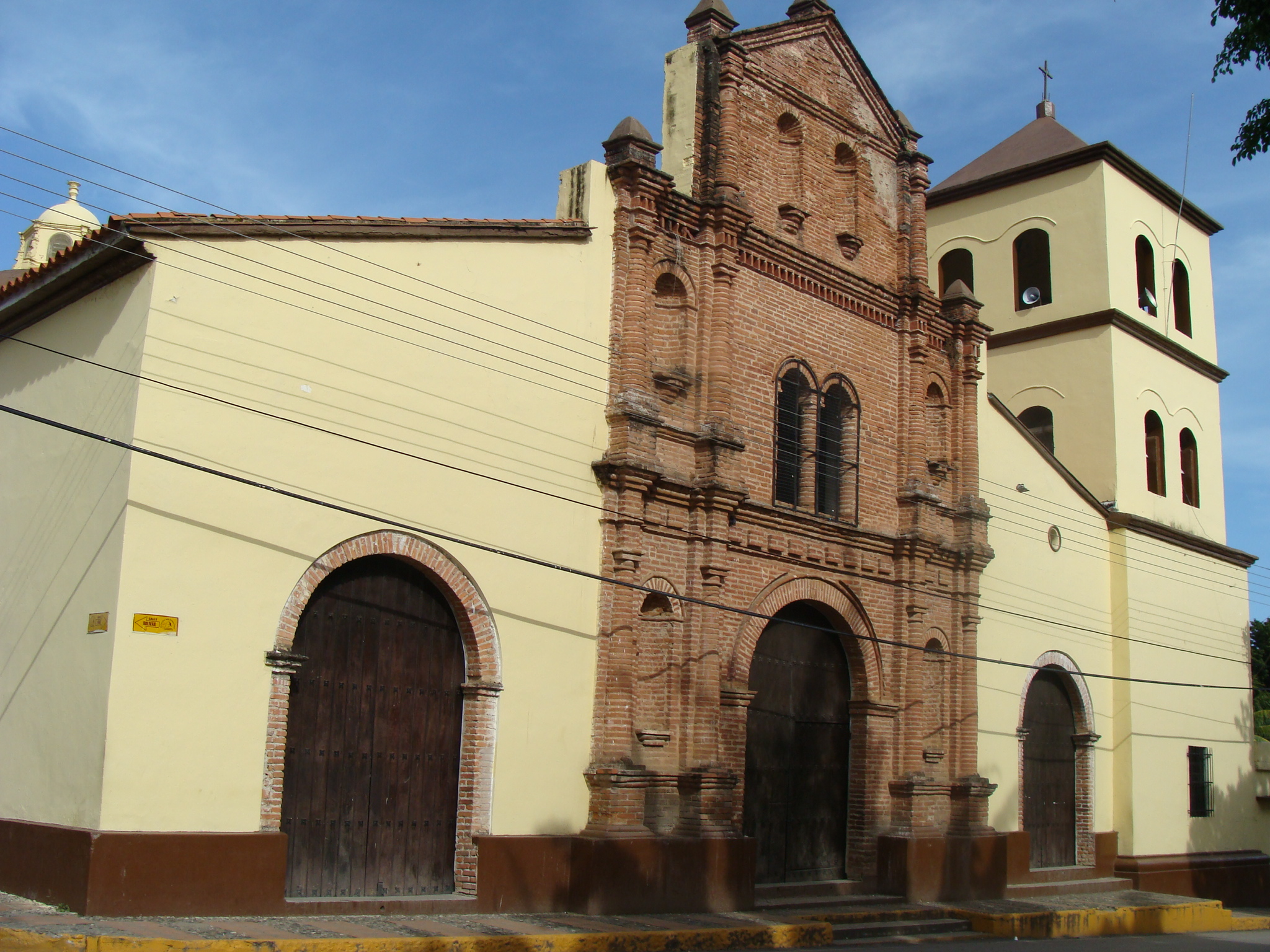
La Iglesia de San Sebastián Mártir en la ciudad de San Sebastián de los Reyes (Estado Aragua, Venezuela).

Aunque fundada en 1585, no fue hasta 1611 cuando comenzó a abrirse el libro parroquial. El motivo, según el Obispo Mariano Martí, quien visitó la zona en 1783, debe estar en que el primer sitio de fundación de San Sebastián estaba ubicado en la población actual de Taguay (también del estado Aragua) al señalar que en este sitio (Taguay) estuvo antiguamente la población de San Sebastián de los Reyes
Se considera que San Sebastián fue la población que inició el desarrollo pecuario de Los Llanos ya que a partir de la misma, comenzaron a fundarse fincas pecuarias dedicadas a la ganadería vacuna (también equina, para el desarrollo de esas actividades ganaderas) que tanta importancia ha tenido en la historia de Venezuela. Estas fincas ganaderas reciben el nombre de hatos en Los Llanos venezolanos. 
Las actividades ganaderas, que no existían en América, vinieron a potenciar enormemente el uso de la tierra en los Llanos, cuyo clima, vegetación, hidrografía y pastos naturales, eran casi ideales para el desarrollo de las mismas. Precisamente, fue el éxito de la cría de ganado lo que vino a atraer población de otras partes, tanto españoles de Castilla, Andalucía y Canarias, como indígenas de la región central, algo más al norte, dando origen a un mestizaje muy temprano, pero con menor proporción de población indígena que en otras regiones del norte del país, ya que era muy escasa en Los Llanos a la llegada de los españoles. Los datos de población de la época colonial nos ilustraron esa diferencia en el siglo XVIII, ya que las poblaciones de Los Llanos tenían, por lo general, una menor proporción de población indígena y mestiza que en las poblaciones de otras partes del país. Ha sido mucho más reciente, en los siglos XIX y XX, cuando la población criolla, descendiente de los colonos españoles dedicados a las actividades pecuarias en Los Llanos, comenzó a emigrar hacia las zonas urbanas del norte del país. Del artículo sobre el estado Guárico, más que del correspondiente al estado Aragua, puede inferirse la enorme importancia de San Sebastián en el poblamiento de los Llanos. Esta importancia queda de manifiesto por el hecho de que, a pesar de su población relativamente escasa, siempre tuvo varias iglesias, como correspondería a una ciudad de mucho mayor tamaño. La iglesia de San Sebastián Mártir, por ejemplo (), está ubicada a tres cuadras del Santuario de Nuestra Señora de la Caridad.

## Costumbres y tradiciones
Al comenzar el nuevo año se aproximan las fiestas patronales. El 6 de enero de cada año se alzan las banderas sobre la iglesia San Sebastián Mártir y el santuario de Nuestra Señora de la Caridad, anunciando el comienzo de las celebraciones en honor a San Sebastián Mártir y a la Virgen de la Misericordia y Caridad. El día 20 de enero se rinden honores al glorioso mártir San Sebastián, festividad que data desde la fundación.
La peregrinación acude de todos los rincones del Llano y de los Estados vecinos. La ciudad se llena de visitantes que llegan a testimoniar su devoción a la Virgen de la Caridad. Estas celebraciones se efectúan desde el 22 de enero de 1692.

## Demografía
El Municipio San Sebastián ocupa una superficie de 734 km² y tiene una población de 19.474 habitantes según el censo de 2001, lo cual supone una densidad de 26,5 habitantes por km². La mayor parte de la población se ubica en la capital del municipio y algunos centenares localizados en los centros poblados de Corozal, El Nicual, Guanasnal, La Palma, Quebrada Honda y Valladolid. A lo largo de sus 435 años de historia, la ciudad ha tenido un desarrollo demográfico más bien modesto, que no guarda proporción con la importancia que tuvo a través del tiempo. La razón hay que buscarla en el hecho de que, desde sus inicios, fue un centro urbano del que irradió un modo de vida totalmente nuevo como es la ganadería: por una parte, la ciudad fue originalmente una estación de paso, que recibía muchos inmigrantes, pero que se quedaban poco tiempo, al marcharse en la búsqueda de nuevas tierras hacia el sur con el fin de desarrollar las actividades ganaderas. Y en la medida en que fueron apareciendo nuevas ciudades situadas más hacia el interior de Los Llanos (San Juan de los Morros, Valle de la Pascua, Calabozo y otras poblaciones) el crecimiento de San Sebastián se vino a estancar durante algún tiempo. Nuevas perspectivas económicas en el campo de la agricultura (cultivos intensivos, parcelamientos vacacionales, turismo) podrían ser causa de cierto repunte demográfico, algo que se ha podido constatar en el período intercensal 1990 - 2001, en el cual pasó de los 14.980 habitantes a la población ya indicada, lo que significa un crecimiento bastante rápido (30 %), ligeramente superior al promedio para todo el estado (29,4 %).
Algunas iniciativas del patrimonio cultural, como el Ateneo Miguel Ramón Utrera, el Grupo Teatral QvoVadis, la Orquesta Sinfónica Juvenil e Infantil, el Movimiento Cultural Designio, las Danzas Creativas San Sebastián, constituyen un ejemplo palpable de la larga tradición musical y cultural de esta población que tiene más de cuatro siglos de existencia.

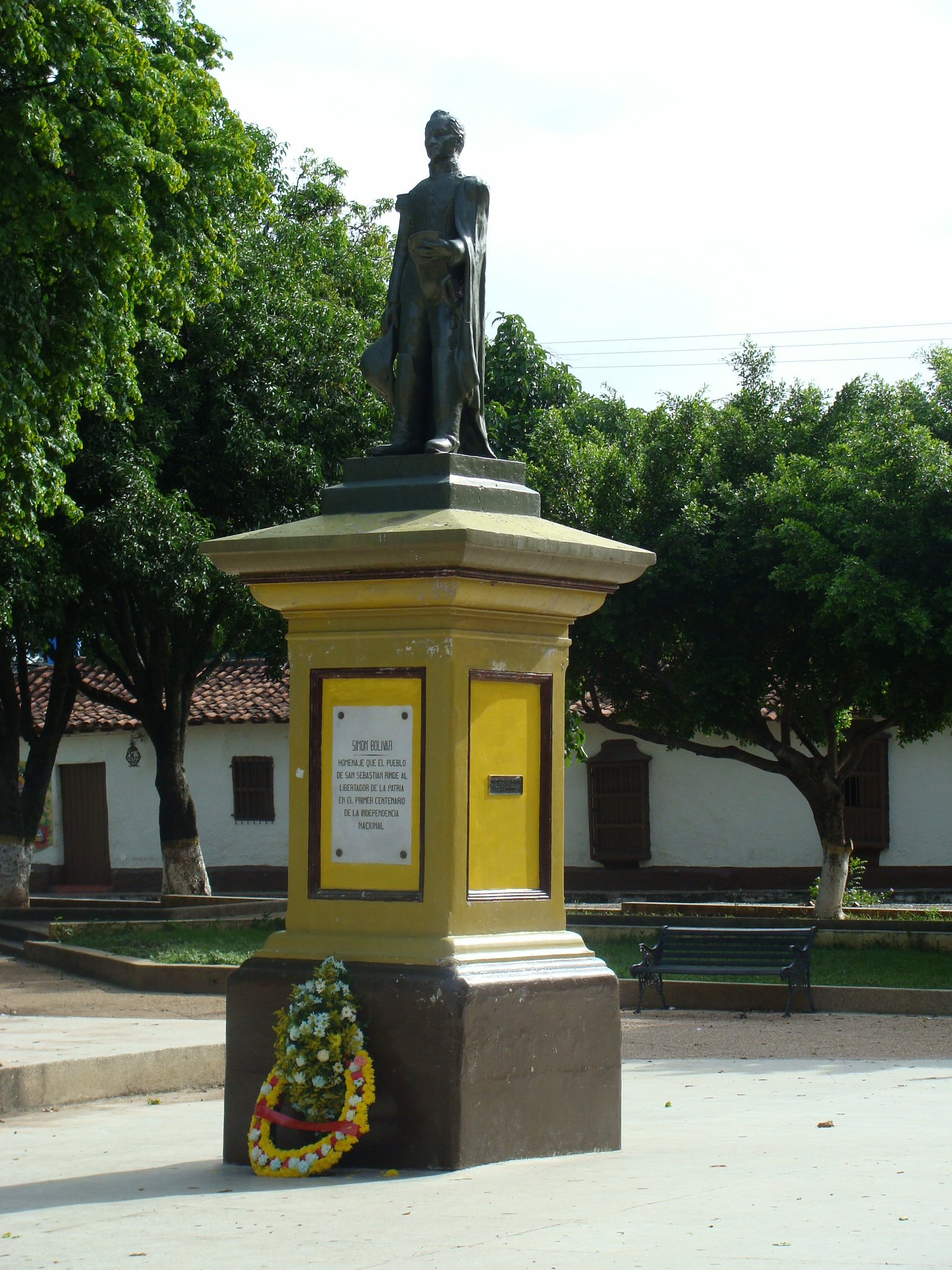
La Plaza Simón Bolívar de San Sebastián de los Reyes con la estatua del Libertador que posee las medidas exactas de su fisonomía, obra del Escultor nativo Andrés Rodríguez Ramírez.

## Clima
El clima es tropical de Sabana, el cual se caracteriza por presentar 2 estaciones, una lluviosa y otra seca; las temperaturas medias mensuales oscilan entre los 25 °C y los 26 °C, presentándose las mayores en abril y mayo. Las precipitaciones abarcan aproximadamente 6 meses (mayo a octubre) ocurriendo las mayores entre los meses de junio y julio, y siendo menores durante comienzo y finales de año. La pluviosidad es del orden de los 1530 m.m. anuales.

## Perspectivas económicas
San Sebastián es una población estrechamente vinculada a su posición relativa en el punto en el que un valle tectónico que corta la Serranía del Interior (el Abra de San Casimiro) se abre hacia Los Llanos desde Caracas y los Valles del Tuy. Su pasado desde el punto de vista económico estuvo vinculado a la ganadería extensiva. Es la agricultura comercial la que ha venido a constituir una nueva alternativa de desarrollo, y también se destaca por su importante producción de queso de mano y queso llanero, así como las amplias potencialidades turísticas con las que cuenta el municipio. Las canteras de piedra caliza, para la fabricación del cemento, constituyen otra opción industrial de la zona, la mayor empresa de este tipo, queda en un caserío llamado Quebrada Honda, perteneciente a este municipio aragüeño.

## Geografía
La ciudad de San Sebastián de los Reyes está ubicada en el estado Aragua, y es capital del municipio San Sebastián. Se encuentra localizada a unos 100 km al sur de Caracas, en la margen izquierda del río Guárico, en un valle donde confluyen varios torrentes de menor caudal que proceden de las laderas meridionales de la Serranía del Interior, y van a desembocar en las inmediaciones de la ciudad en el río citado. El más importante de estos afluentes es un pequeño río (río Pao), cuya confluencia con el Guárico se encuentra a un km al oeste de la ciudad, aproximadamente. 
San Sebastián está situada a una altitud de 367 metros sobre el nivel del mar, en la ruta que une a los Valles del Tuy y la capital del país con la región de Los Llanos. La topografía de la zona es bastante heterogénea, ya que las filas montañosas formadas por cuestas de rocas calizas se disponen de noreste a suroeste, mientras que el río Guárico se dirige de oeste a este cortando nítidamente dichas cuestas que, en esta región (que constituye una zona de transición entre la Serranía del Interior y Los Llanos del Orinoco), reciben el nombre de Galeras, por la semejanza con la proa elevada de estas embarcaciones. Entre esas Galeras (Galeras de Guarumen) se encuentra el embalse de Camatagua, ubicado en el río Guárico a unos 10 km al este de San Sebastián, cuyas aguas son bombeadas a la ciudad de Caracas con el fin de cubrir una parte de sus necesidades de agua potable.

## Ciudades hermanas
- Sanlúcar de Barrameda, Cádiz